# Сент-Элуа (Эн)
Сент-Элуа́ (фр. Saint-Éloi) — коммуна во Франции, находится в регионе Рона — Альпы. Департамент — Эн. Входит в состав кантона Мексимьё. Округ коммуны — Бурк-ан-Брес.
Код INSEE коммуны — 01349.

## География
Коммуна расположена приблизительно в 390 км к юго-востоку от Парижа, в 31 км северо-восточнее Лиона, в 31 км к югу от Бурк-ан-Бреса.

## Климат
Климат полуконтинентальный с холодной зимой и тёплым летом. Дожди бывают нечасто, в основном летом.

## Население
Население коммуны на 2010 год составляло 399 человек.
| 1962 | 1968 | 1975 | 1982 | 1990 | 1999 | 2010 |
| ---- | ---- | ---- | ---- | ---- | ---- | ---- |
| 206  | 170  | 155  | 243  | 358  | 403  | 399  |

## Экономика
В 2010 году среди 289 человек трудоспособного возраста (15—64 лет) 200 были экономически активными, 89 — неактивными (показатель активности — 69,2 %, в 1999 году было 71,8 %). Из 200 активных жителей работали 194 человека (104 мужчины и 90 женщин), безработных было 6 (3 мужчин и 3 женщины). Среди 89 неактивных 31 человек были учениками или студентами, 37 — пенсионерами, 21 были неактивными по другим причинам.

## Фотогалерея

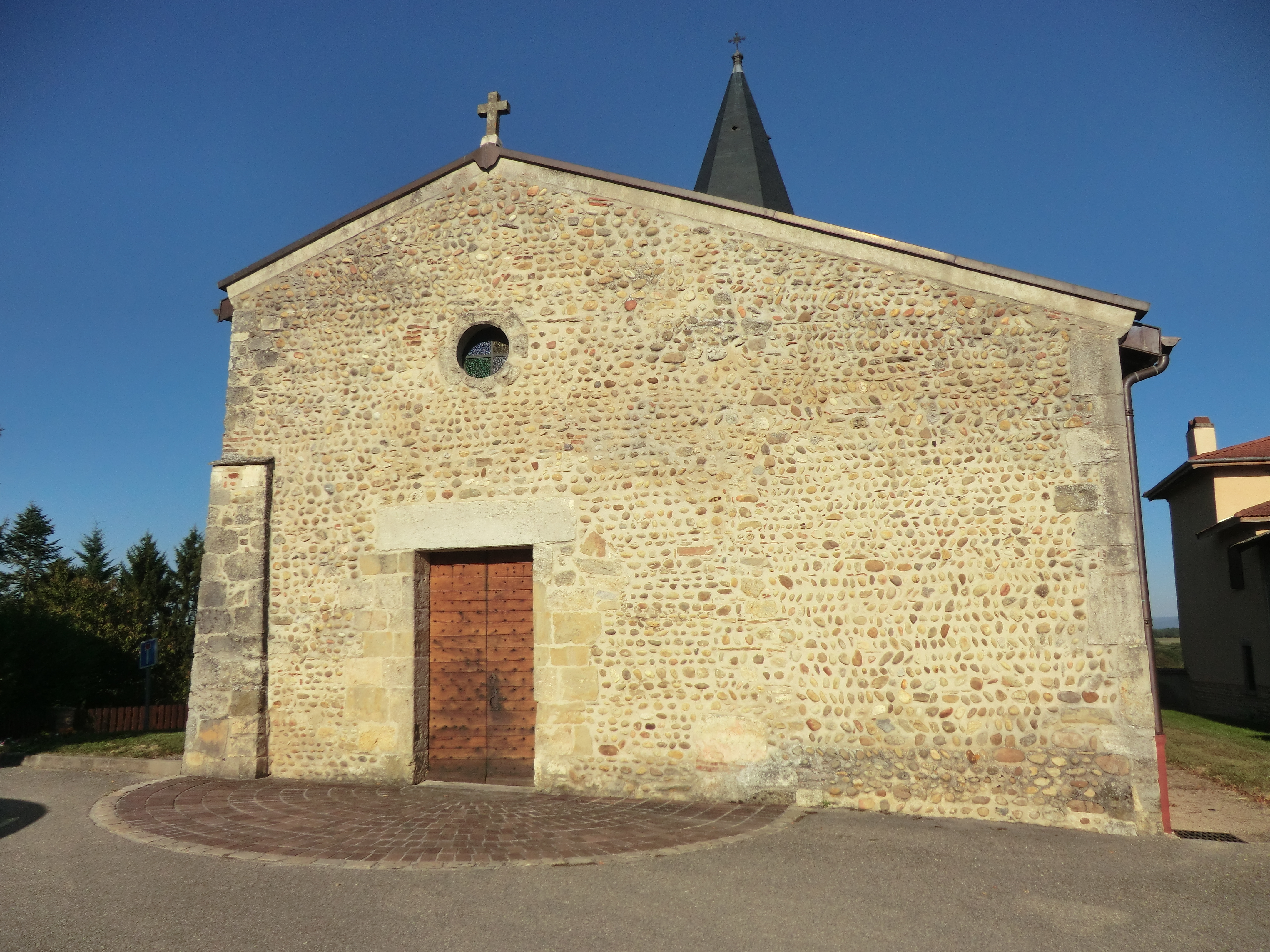
Церковь Св. Евлалии
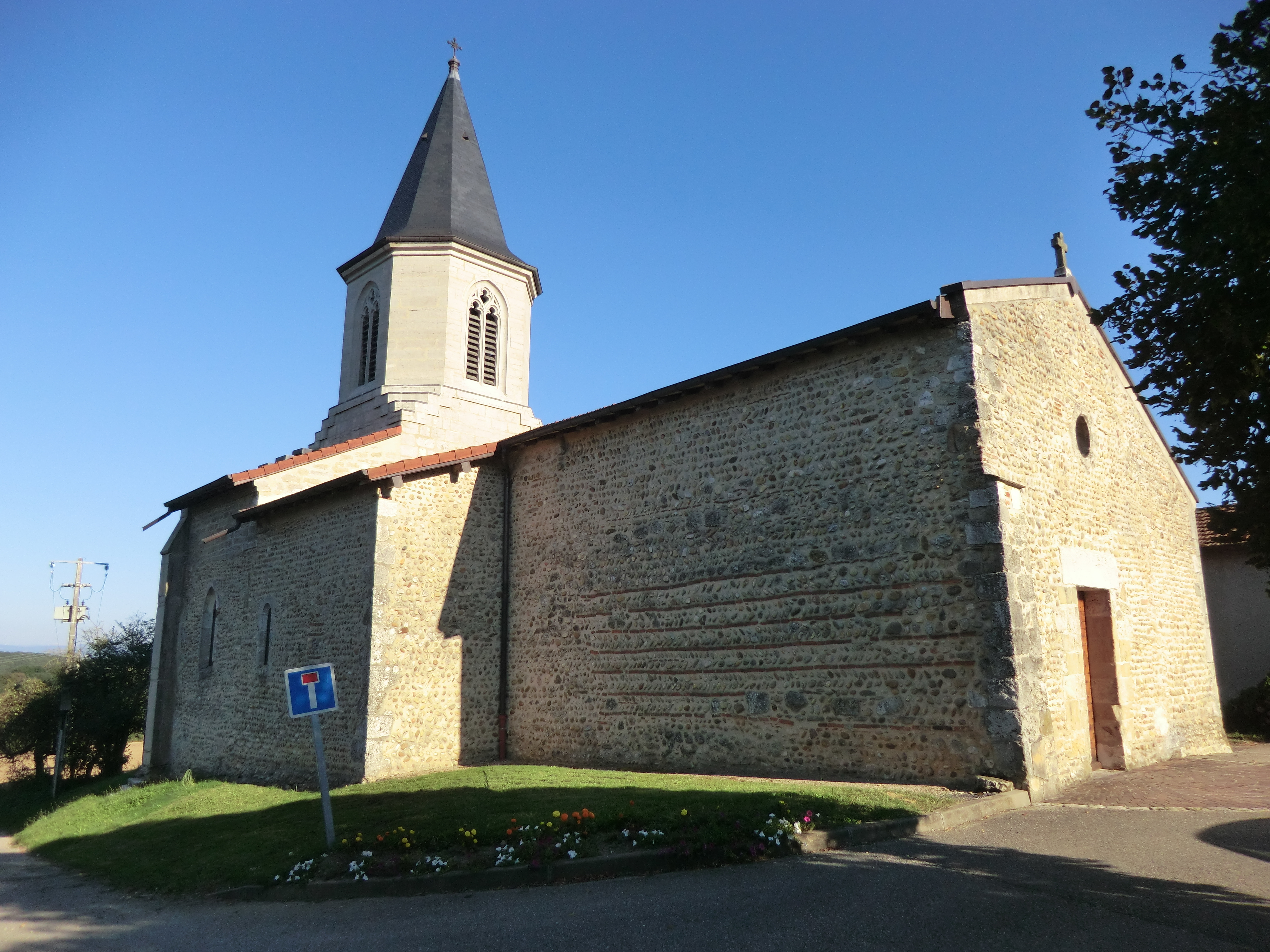
Церковь Св. Евлалии
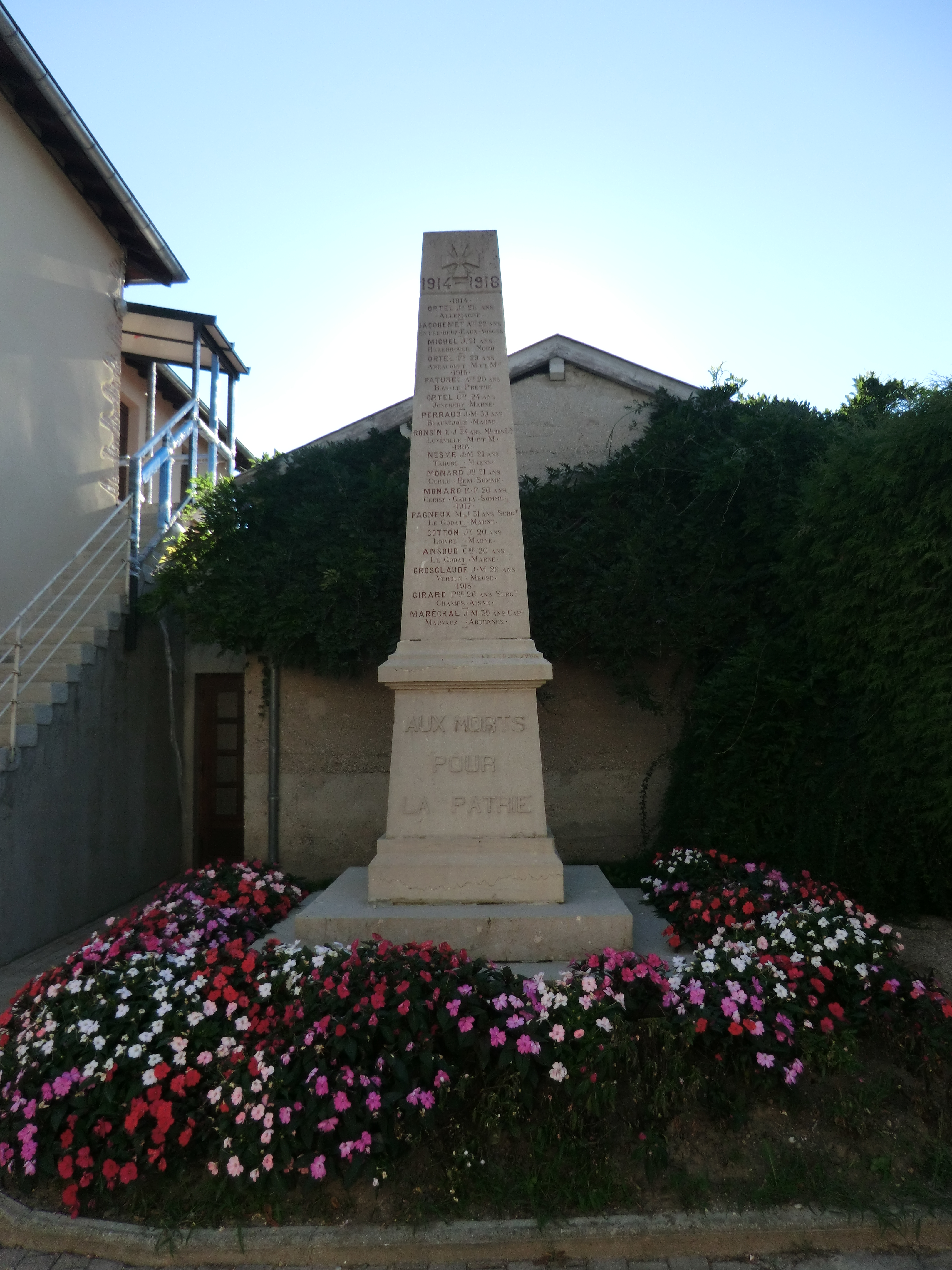
Военный мемориал
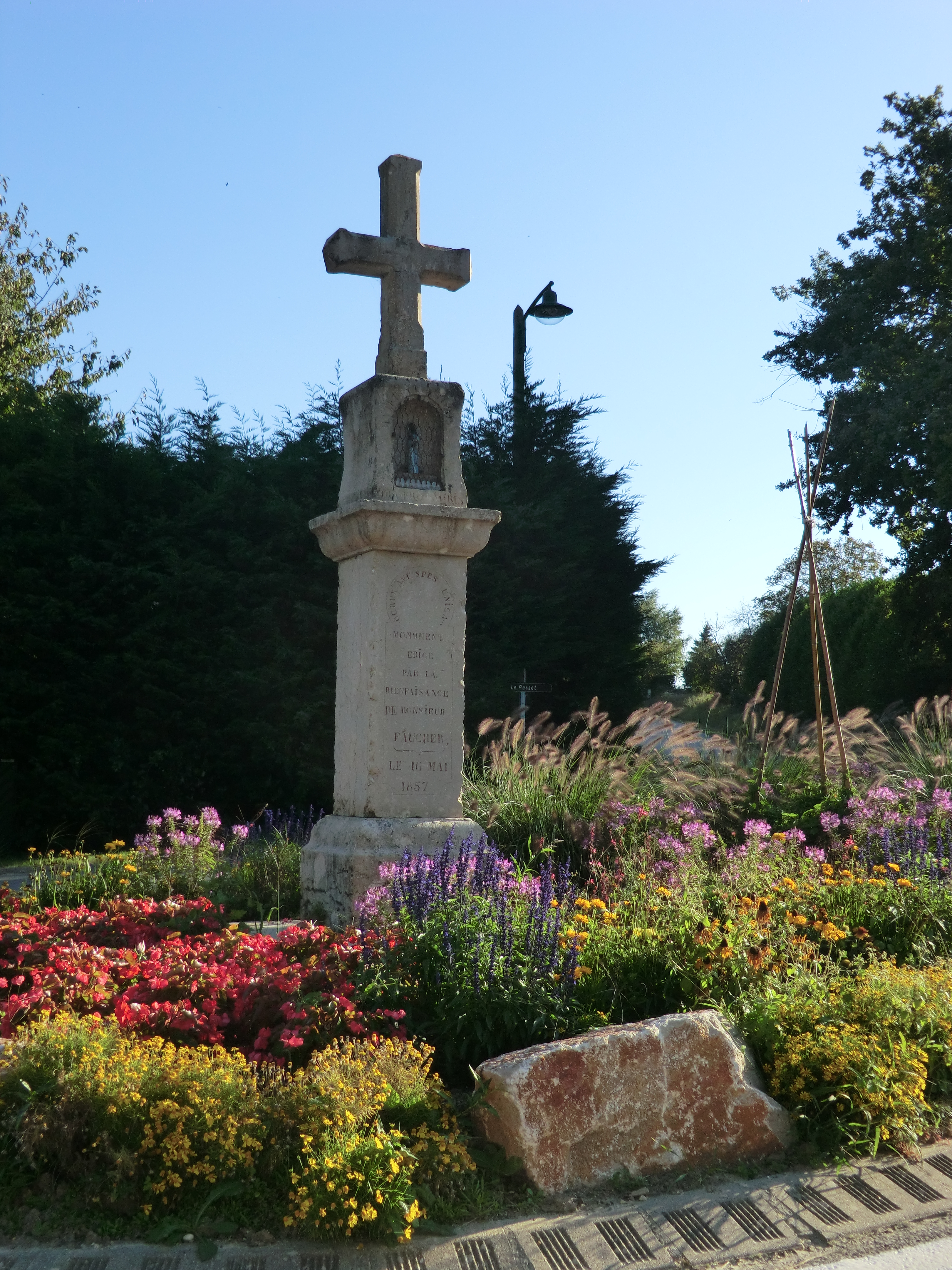
Крест
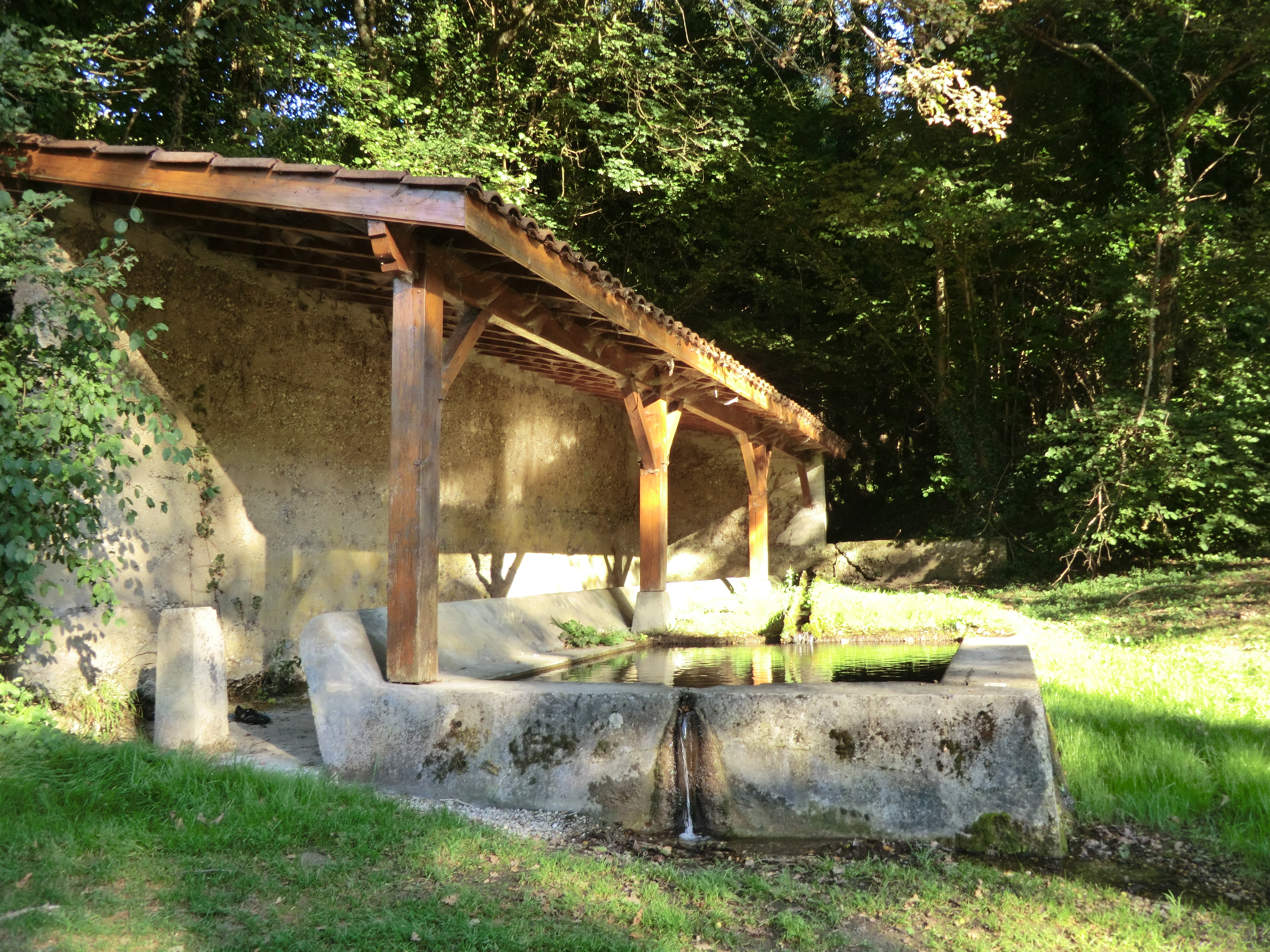
Общественная прачечная